# Ур-Уту
Ур-Уту — правитель (енсі) шумерської держави Лагаш. Його правління припадало приблизно на першу половину XXII століття до н. е.